# Autofelacija
Autofelacija je čin oralne stimulacije vlastitog penisa i predstavlja oblik masturbacije. Samo je ograničeni broj muškaraca fizički sposoban izvesti autofelaciju.

## Povijest
Egiptolog David Lorton navodi kako mnogi drevni tekstovi opisuju autofelaciju unutar egipatske religije, kako u carstvu bogova, tako i među sljedbenicima koji izvode vjerske obrede. Prema Lortonu, u papirusu Bremner-Rhind 28, 20–24, u dokumentu nazvanom „Knjiga svrgavanja Apophisa“, postoji pjesma koja pripovijeda kako je bog sunca Ra stvorio boga Shu i božicu Tefnut tako što je sam sebe doveo do vrhunca tako što je izveo autofelaciju nakon čega je pljunuo vlastito sjeme na zemlju. U drevnim egipatskim tekstovima taj čin obično izvodi bog Atum, a većina tekstova prikazuje samo pljuvanje sjemena ili samo masturbaciju, ali ne oboje. 
Michel Foucault navodi Artemidorovu Oneirokritiku kao identificiranje čina "uzimanja [nečijeg] spolnog organa u svoja [usta]" kao jednog od tri načina za uspostavljanje "odnosa sa sobom". Artemidor je mislio da snovi o ovom "neprirodnom" činu nagovještavaju smrt djece, gubitak ljubavnice ili krajnje siromaštvo onog koji takav san sanja.

## Fizički aspekti
Rijetki muškarci posjeduju dovoljnu fleksibilnost i duljinu penisa da mogu sigurno izvesti pregibanje unaprijed potrebno za izvođenje autofelacije. Međutim, povećana fleksibilnost koja se postiže kroz položaje u kojima pomaže gravitacija ili treningom poput gimnastike ili joge nekima će omogućiti uspjeh u provođenju autofelacije. Američki biolozi Craig Bartle i Alfred Charles Kinsey naveli su podatak da se manje od 1% muškaraca može uspješno oralno zadovoljiti putem felacije vlastitog penisa te da samo 2 ili 3 muškarca od tisuću mogu u potpunosti provesti autofelaciju. Prije njihovog istraživanja bihevioristička znanost autofelacija se smatrala problemom, a ne pukom raznovrsnošću u seksualnoj praksi.

## Reference u kulturi
Autofelacija je niša u pornografiji. Iako relativno mali broj pornografskih filmova uključuje autofelaciju, neki pornografski glumci zapaženi su upravo zbog ove vještine, uključujući i Rona Jeremya koji je pokazao svoju sposobnost autofelacije u njegovim filmovima iz 1970-ih. I drugi glumci, uključujući Scotta O'Haru, Colea Youngblooda, Stevea Holmesa i Rickyja Martineza, također su glumili izvodeći autofelaciju, a takva praksa postala je podvrsta pornografskog masturbiranja. U poluautobiografskom romanu Brian W. Aldiss iz 1970. godine, Odgajani dječak, opisuje praksu grupne masturbacije u internatu britanskih dječaka. Jedan dječak s posebno velikim penisom bio je sposoban sam sebe na takav način obraditi, što potvrđuje pripovjedač Horatio Stubbs.
Komičar Bill Hicks objasnio je često citiranu šalu o felaciji: "Žena je jedne noći povikala: 'O da, jesi li ikad probala?' Rekao sam: 'Da. Gotovo da mi je slomio leđa.'" Kevin Smith kasnije je razvijao sličnu temu ("Slomio je vrat pokušavajući sisati vlastiti kurac") u svom debitantskom filmu Trgovci. Scenarist / redatelj Larry David, u svom filmu Kiselo grožđe iz 1998. godine, koristio je autofelaciju kao dramski uređaj za ponavljanje radnje s nekoliko prigušenih snimaka glavnog glumca koji se cijelog filma mučio (s problemima u leđima). U 26. sezoni (2000–2001) popularne humoristične emisije Saturday Night Live Will Ferrell glumi lika koji se pridružuje tečaju joge s jedinom svrhom da si može popušiti kao dio dosezanja Samadhija. U skeču se pokazalo da je lik bio uspješan tek nakon tri godine napora. U filmu Mrak Film 2 iz 2001. godine, profesor Dwight Hartman (David Cross) izvodi autofelaciju nakon što je odbio Theovu (Kathleen Robertson) ponudu za oralni seks s njim dok ga ona pokušava zavesti da ukrade ključeve. Na kraju ga onesvijesti telefonom i ukrade ključeve.
Izraz autofelacio često može vrijeđati nečiju muškost, podrazumijevajući da netko izvodi autofelaciju isključivo ili zbog izuzetno visokog samopoštovanja ili zbog nemogućnosti da netko drugi to učini umjesto njega. To je bio smisao u kojem je taj izraz koristio bivši direktor komunikacija Bijele kuće predsjednika Donalda Trumpa Anthony Scaramucci, kada je za stratega Stevea Bannona rekao: "Ja nisam Steve Bannon, ne pokušavam sisati vlastiti kurac."